# Семенов Віктор Михайлович
Ві́ктор Миха́йлович Семе́нов (нар. 6 лютого 1946) — український державний діяч, дипломат, науковець. Кандидат технічних наук (1993).
У 2019 році видав книгу «Заложники или «битва» за Севастополь. Свой среди чужих и чужой среди своих».
Текст книги можна прочитати за цим посиланням: https://www.kvoku.org//upload/zalozhniki-semenov.pdf

## Біографія
Народився 6 лютого 1946 року в місті Владивосток.
У 1970 році закінчив Харківський державний університет за спеціальністю радіофізик.
У вересні — липні 1970 року — фізик-механік Харківського інституту радіофізики.
З вересня 1970 по березень 1973 року — інженер, старший інженер Харківського інженерно-будівельного інституту.
З квітня 1973 по вересень 1974 року — інженер-технолог Севастопольського тролейбусного управління.
З вересня 1974 р. — асистент, старший викладач кафедри фізики, з лютого 1986 — голова профспілки Севастопольського приладобудівного інституту.
З травня 1992 по квітень 1998 року — голова Севастопольської міськради народних депутатів. Одночасно в період з червня 1994 по липень 1995 року очолював виконком Севастопольської міськради.
З липня 1994 по квітень 1998 рр. — член Ради керівників прикордонних областей України і РФ. З грудня 1995 — член Комісії з питань морської політики при Президентові України.
З липня 1995 по квітень 1998 рр. — голова Севастопольської міськдержадміністрації.
З жовтня 1997 по вересень 1998 рр. — голова підкомісії з питань перебування Чорноморського флоту на території України Змішаної Українсько-Російської комісії зі співробітництва. У травні — вересні 1998 року — головний радник групи послів з особливих доручень та головних радників МЗС України.
З вересня 1998 року по березень 2004 року — генеральний консул України в Санкт-Петербурзі.
З березня 2004 по червень 2015 року — Посол з особливих доручень міністерства закордонних справ, заступник голови української частини підкомісії з питань Чорноморського флоту.
З вересня 2015 по жовтень 2019 року — Радник заступника секретаря РНБО на громадських засадах.
Одружений. Має двох дітей

## Нагороди та відзнаки
- Почесна відзнака Президента України (1996).